# Пузанов, Игорь Евгеньевич
И́горь Евге́ньевич Пуза́нов (31 января 1947, Тюмень, СССР — 22 октября 2023, Москва, Россия) — российский военачальник, генерал армии (2005), Заслуженный военный специалист Российской Федерации.

## Биография
Родился 31 января 1947 года в Тюмени.

### Военная служба в СССР
После окончания Омского политехнического института, и военной кафедры при нём, в 1968 году призван на военную службу офицером на два года, служил заместителем командира танковой роты по технической части. По истечении срока службы в 1970 году подал рапорт о зачислении в кадровый офицерский состав Советской Армии. Окончил экстерном Омское высшее общевойсковое командное училище имени М. В. Фрунзе в 1971 году. Командовал мотострелковым взводом, мотострелковой ротой, мотострелковым батальоном в Сибирском военном округе и Забайкальском военном округе.
В 1976 году окончил Военную академию имени М. В. Фрунзе. С 1978 года — заместитель командира, а с 1979 года — командир 149-го гвардейского Ченстоховского мотострелкового полка в Прикарпатском военном округе. В том же 1979 году полк был переброшен в Туркестанский военный округ, а в декабре 1979 года — одним из первых введён в Афганистан. Участвовал в боевых действиях в Афганской войне в составе 40-й армии, сначала в должности командира 149-го гвардейского Ченстоховского мотострелкового полка, а с 1981 года — в должности заместителя командира 201-й Гатчинской мотострелковой дивизии.
После возвращения из Афганистана с февраля 1983 года — командир 85-й Ленинградско-Павловской мотострелковой дивизии в Сибирском военном округе. В 1988 году окончил Военную академию Генерального штаба Вооружённых Сил имени К. Е. Ворошилова. С 1988 года — начальник штаба 11-й гвардейской армии в Прибалтийском военном округе. С 1990 года — командующий 49-й армией в Северо-Кавказском военном округе. Генерал-лейтенант (18.12.1991).

### Военная служба в России
С июля 1992 года — первый заместитель командующего войсками Московского военного округа. С апреля 1999 года — командующий войсками Московского военного округа. Генерал-полковник (20 апреля 1999).
В марте 2001 года назначен статс-секретарём — первым заместителем Министра обороны Российской Федерации. В начале 2004 года должность была упразднена и Пузанов около года находился в распоряжении Министра обороны Российской Федерации. Возможно, причиной такой ситуации стало уголовное дело, по обвинению генерала И. Е. Пузанова в совершении преступления, предусмотренного статьей 262 Уголовного Кодекса РФ («нарушение режима особо охраняемых природных территорий»). Поводом стало самовольное строительство Пузановым капитальных построек на приобретённой им даче в охраняемой природоохранной зоне на берегу озера. Кроме того, хотя Пузанов несколько лет жил с семьёй на этой даче, сама дача была приобретена на имя некоего подполковника ВС России, а её стоимость с учётом входящих в неё нескольких гектаров леса составляла свыше 500 000 долларов. Генерал и члены его семьи таких официальных источников дохода не имели, однако об источниках средств на приобретение дачи следствие не интересовалось. Уголовное дело в суд не передавалось.
9 марта 2005 года назначен командующим войсками Ленинградского военного округа. Воинское звание генерал армии присвоено указом Президента Российской Федерации В. В. Путина от 27 декабря 2005 года.

### В запасе
В декабре 2007 года избран депутатом Государственной думы Федерального Собрания Российской Федерации 5-го созыва, с связи чем уволен в запас из Вооружённых Сил. В Государственной думе в 2007—2011 годах состоял членом Комитета по обороне и Комиссии по рассмотрению расходов федерального бюджета для нужд обороны и государственной безопасности Российской Федерации.
В отставке с 26 января 2012 года.
Являлся членом Управления генеральных инспекторов Министерства обороны Российской Федерации.
Скончался 22 октября 2023 года на 77-м году жизни после тяжёлой и продолжительной болезни в Москве. Похоронен на Федеральном военном мемориале «Пантеон защитников Отечества».
Был женат, остался сын.

## Награды
- Орден «За заслуги перед Отечеством» IV степени (11 января 2007) — за большой вклад в укрепление обороноспособности Российской Федерации и многолетнюю добросовестную службу[6]
- Орден «За военные заслуги»
- Орден Красного Знамени
- Орден Красной Звезды
- Орден «За службу Родине в Вооружённых Силах СССР» III степени
- Медали СССР и РФ
  - Заслуженный военный специалист Российской Федерации
  - Почётная грамота Президента Российской Федерации (2017)
  - Наградное оружие
- Орден «Звезда» (Демократическая Республика Афганистан)
- Благодарность Президента Российской Федерации (21 сентября 2003) — за активное участие в подготовке и проведении в Москве торжественного мероприятия, посвященного Дню России